# Aleiodes certus
Aleiodes certus är en stekelart som först beskrevs av Van Achterberg 1991.  Aleiodes certus ingår i släktet Aleiodes och familjen bracksteklar. Inga underarter finns listade i Catalogue of Life.